# Krijgswet

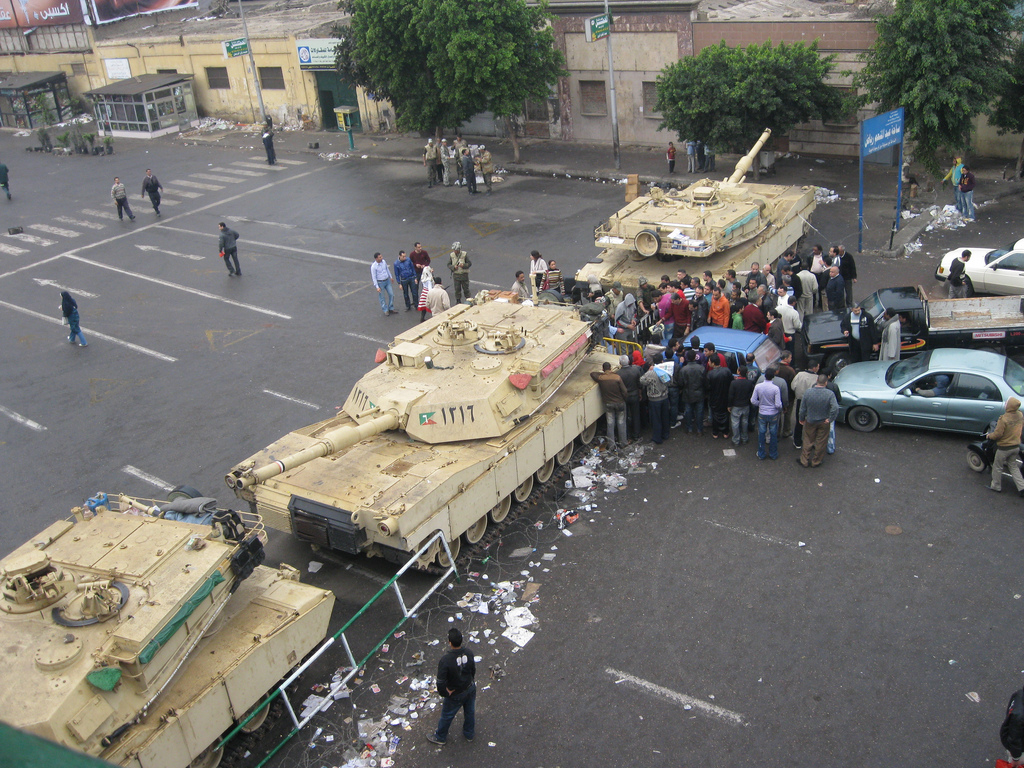
Het Tahrirplein in Caïro in 2011, nadat de staat van beleg werd afgekondigd vanwege de Egyptische Revolutie. Tanks worden gebruikt als checkpoint.

Een krijgswet is een wet die kan regelen dat een staat van beleg kan worden afgekondigd, dit is een noodtoestand waarbij het leger de rechtspleging overneemt van de burgerlijke autoriteiten. Ook kunnen met krijgswet de dan geldende bijzondere regels worden bedoeld.
Tijdens de periode dat de krijgswet van kracht is, gelden vaak andere wetten dan normaal. Het leger houdt toezicht op naleving hiervan, en gerechtelijke vervolging vindt veelal plaats door de krijgsraad.
De krijgswet kan worden afgekondigd in tijden van oorlog of tijdens bezetting van een gebied, of in situaties dat er geen burgerlijke overheid is. Voorbeelden hiervan zijn Duitsland en Japan direct na de Tweede Wereldoorlog. Ook kan de krijgswet door een overheid worden gebruikt om haar gezag op te leggen, bijvoorbeeld na een staatsgreep of om protesten te onderdrukken. Dergelijke maatregelen zijn onder andere afgekondigd in Polen in de jaren 80, en in Thailand in 2006 en in 2014. Een ander voorbeeld is het Tiananmenprotest van 1989. In sommige gevallen wordt de krijgswet ook afgekondigd bij grote (natuur)rampen, maar de meeste landen kennen hiervoor andere vormen van de noodtoestand.
In veel landen omvat de krijgswet speciale regels. Er kan bijvoorbeeld een avondklok worden ingesteld of gebieden kunnen op bevel van de krijgsmacht worden ontruimd. Toezicht op naleving van deze regels is in handen van militairen, en berechting van overtredingen geschiedt veelal door de krijgsraad. Ook kunnen bepaalde burgerrechten tijdelijk worden opgeheven, zoals het recht op vrije vergadering en het briefgeheim.

## Nederland
In Nederland wordt de afkondiging van de staat van beleg geregeld in de Coördinatiewet uitzonderingstoestanden. De Oorlogswet voor Nederland kan in het geval van de beperkte noodtoestand en de algemene noodtoestand bijzondere bevoegdheden toekennen aan het militair gezag.

## België
In België is het de Koning die de staat van oorlog vaststelt. Voorheen kon hij de oorlog 'verklaren', maar dit is in de jaren 90 gewijzigd om te tonen dat België het internationaal recht respecteert. De 'staat van oorlog' is slechts een feitelijk gegeven: het blijft onduidelijk wat de grondwettelijke gevolgen zijn als de Koning het bestaan van die toestand vaststelt. De afkondiging van de staat van oorlog en de staat van beleg is verder geregeld in een besluitwet van 1916. Die voorziet in een soort noodtoestand waarvan de grondwettigheid betwist wordt.
Tijdens de Eerste Wereldoorlog was het leger op oorlogsvoet van 31 juli 1914 tot 30 september 1919. In de aanloop naar de Tweede Wereldoorlog werd het leger preventief op voet van oorlog gebracht tijdens de Sitzkrieg. Na afloop van de vijandigheden werd de krijgswet kunstmatig in stand gehouden tot 15 juni 1949, om de rechtsmacht van de militaire rechtscolleges te verlengen (bestraffing van collaborateurs tijdens de Repressie). Ook nadien bleven bepaalde maatregelen nog gehandhaafd.

## Voetnoten
1. ↑  Artikel 167 van de Belgische Grondwet
2. ↑  Besluitwet van 11 oktober 1916 betreffende de staat van oorlog en de staat van beleg
3. ↑  Koninklijk Besluit van 31 juli 1914 waarbij het leger op voet van oorlog wordt gebracht,
en Koninklijk Besluit van 2 juli 1919 waarbij het leger op vredesvoet wordt gesteld
4. ↑  Koninklijk Besluit van 26 augustus 1939 waarbij het leger op voet van oorlog wordt gebracht
5. ↑  Regentsbesluit van 1 juni 1949 waarbij het leger op vredesvoet wordt teruggebracht
6. ↑  Wet van 1 juni 1949 waarbij sommige wettelijke bepalingen gehandhaafd worden niettegenstaande het terugbrengen van het leger op vredesvoet